# 知夫里島
知夫里島（日语：ちぶりじま）是日本島根縣隱岐群島的島嶼之一，也是島根縣內唯一的村隱岐郡知夫村的主島。知夫里島和西之島、中之島共同構成了隱歧群島西部島前三島，也是隱歧群島四個有人島中人口最少的島嶼。2013年9月9日，知夫里島和西之島、中之島、島後島共同列入世界地質公園。

## 外部連結
- 知夫里島観光協会 （页面存档备份，存于）
- 隠岐ジオパーク推進協議会 （页面存档备份，存于）